# Doelská jaderná elektrárna
Doelská jaderná elektrárna (francouzsky Centrale nucléaire de Doel) je provozní jadernou elektrárnou v Belgii. Nachází se poblíž vesnice Doel na břehu řeky Šeldy, která slouží jako zdroj chlazení. Elektrárna provozuje dva tlakovodní reaktory o celkovém hrubém výkonu 1544 MW. Provozovatel elektrárny je tamní společnost Belgian Energy Corporation Electrabel. Jaderná elektrárna se rozkládá na ploše 80 hektarů a zaměstnává 800 lidí. Ze všech evropských jaderných elektráren se tato elektrárna nachází v nejhustěji osídlené oblasti s 9 miliony obyvatel v okruhu 75 kilometrů.

## Historie a technické informace

### Výstavba a uvedení do provozu
Výstavba prvního reaktoru byla oficiálně zahájena dne 1. července 1969. Jedná se o tlakovodní dvousmyčkový reaktor Westinghouse M208 o hrubém výkonu 454 MW a čistém výkonu 445 MW. Do sítě byl reaktor připojen 28. srpna 1974 a komerční provoz následoval 15. února 1975. Průměrný koeficient využití tohoto bloku je 84 %. V roce 2015 to však bylo pouze 13% v důsledku přerušování provozu kvůli četným incidentů a údržbářských prací. 
Druhý blok se začal stavět 1. září 1971. Jde o identický reaktor se stejnými parametry jako blok 1. Do sítě byl blok připoken 12. srpna 1975. Komerční provoz byl zahájen 1. prosince 1975.
Výstavba třetího bloku byla oficiálně zahájena 1. ledna 1975. V tomto případě se jedná o třísmyčkový tlakovodní reaktor Westinghouse M312. Hrubý výkon činí 1056 MW a čistý, který je odesílán do sítě je 1006 MW. Do sítě byl blok přifázován 23. června 1982 a komerční provoz byl zahájen 1. října 1988, 6 let po připojení k síti.
Čtvrtý blok zahájil výstavbu 1. prosince 1978. Typ reaktoru není shodný s třetím blokem, nýbrž se jedná o Westinghouse M314, který má delší aktivní zónu, ale jsou si velice podobné, protože systém obsahuje taktéž tři smyčky. Přifázování k rozvodné síti proběhlo 8. dubna 1985 a komerční plný provoz následoval 1. července 1985.
Všechny reaktory dodala americká společnost Westinghouse. Všechny bloky mají dvojitý kontejnment.
V říjnu 2014 vyšlo najevo, že džihádista známý policii pracoval v letech 2009 až 2012 jako technik ve vysoce zabezpečené oblasti jaderné elektrárny Doel. Byl aktivní v islamistické organizaci Sharia4Belgium. V roce 2014 odešel do Sýrie, kde pravděpodobně ve stejném roce zemřel jako bojovník IS.

### Vyřazení z provozu
V roce 2002 vláda Guye Verhofstadta rozhodla o postupném ukončení provozu jaderné energetiky do roku 2025. Jejich návrh zákona schválila Sněmovna reprezentantů 6. prosince 2002. Na konci roku 2011 bylo vyřazení jaderných elektráren potvrzeno vládou Di Rupa. Operátor elektrárny v listopadu 2011 uvedl, že v roce 2015 stáhne Doel-1 a Doel-2 ze sítě, protože investice ve výši přibližně 1 miliardy eur nutné k prodloužení životnosti by se již ekonomicky nevyplatily, také s ohledem na předvídatelný konec jaderné energie. Bloky, které byly uvedeny do provozu v roce 1975, byly navrženy tak, aby vydržely 40 let. V roce 2013 bylo odstavení odloženo na rok 2016. Dne 19. prosince 2014 zvolená vláda Charlese Michela oznámila , že vyřazení Doel-1 a Doel-2 z provozu by mělo být prodlouženo o deset let do roku 2025. V chladných zimních měsících Belgie sama nevyrábí dostatek elektřiny a mohlo by dojít k výpadkům proudu. Bloky Doel-3 a Tihange-2 byly však odstaveny kvůli vlasovým trhlinám v tlakové nádobě reaktoru.
Dne 23. září 2022 byl Doel-3 trvale vyřazen z provozu v rámci plánovaného vyřazování jaderných elektráren. Od toho dne už reaktor neposkytuje žádnou elektřinu. Původní plán byl odstavit všechny belgické jaderné elektrárny do roku 2025. Na pozadí války na Ukrajině a zvýšených cen energií chce nyní vláda ponechat reaktory Tihange-3 a Doel-4 v provozu minimálně do konce roku 2035, aby byla zajištěna energetická bezpečnost.
První blok byl vyřazen z provozu dne 14. února 2025.

## Informace o reaktorech
| Reaktor | Typ reaktoru      | Výkon   | Výkon   | Zahájení výstavby | Připojení k síti | Uvedení do provozu | Uzavření    |
| Reaktor | Typ reaktoru      | Síťový  | Hrubý   | Zahájení výstavby | Připojení k síti | Uvedení do provozu | Uzavření    |
| ------- | ----------------- | ------- | ------- | ----------------- | ---------------- | ------------------ | ----------- |
| Doel-1  | Westinghouse M208 | 445 MW  | 454 MW  | 1. 7. 1969        | 28. 8. 1974      | 15. 2. 1975        | 14. 2. 2025 |
| Doel-2  | Westinghouse M208 | 445 MW  | 454 MW  | 1. 9. 1971        | 21. 8. 1975      | 1. 12. 1975        | 2025        |
| Doel-3  | Westinghouse M312 | 1006 MW | 1056 MW | 1. 1. 1975        | 23. 6. 1982      | 1. 10. 1988        | 23. 9. 2022 |
| Doel-4  | Westinghouse M314 | 1026 MW | 1090 MW | 1. 12. 1978       | 8. 4. 1985       | 1. 7. 1985         | 2035        |